# Масловка (Наровчатський район)
Ма́словка (рос. Масловка) — село складі Наровчатського району Пензенської області, Росія.
Населення — 64 особи (2010; 114 у 2002).
Національний склад станом на 2002 рік:
- росіяни — 100 %